# Судан на Светском првенству у атлетици на отвореном 2017.
Судан је учествовао на Светском првенству у атлетици на отвореном 2017. одржаном у Лондону од 4. до 13. августа шеснаести пут, односно учествовао је на свим првенствима до данас. Репрезентацију Судана представљао је 1 такмичар који се такмичио у трци на 200 метара.,
На овом првенству представник Судана није освојио ниједну медаљу нити је остварио неки резултат.

## Учесници
Мушкарци:
- Ахмед Али — 200 м

## Резултати

### Мушкарци
| Атлетичар | Дисциплина | Лични рекорд | Квалификације | Квалификације | Полуфинале           | Полуфинале           | Финале               | Финале       | Детаљи |
| Атлетичар | Дисциплина | Лични рекорд | Резултат      | Место         | Резултат             | Место                | Резултат             | Место        | Детаљи |
| --------- | ---------- | ------------ | ------------- | ------------- | -------------------- | -------------------- | -------------------- | ------------ | ------ |
| Ахмед Али | 200 м      | 20,16 НР     | 20,64         | 5. у гр. 6    | Није се квалификовао | Није се квалификовао | Није се квалификовао | 30 / 46 (50) |        |